# 5 äss i leken
5 äss i leken är en amerikansk film från 1964 i regi av Gordon Douglas. 

## Handling
Filmen utspelar sig under förbudstiden i Chicago, där den korrumperade sheriffen och skojaren Guy Gisborne, dominerar den södra sidan av staden, efter att ha eliminerat gangsterledaren Big Jim, och krigar mot Robbo som kontrollerar den norra sidan av staden. Robbo vägrar att ge upp sitt territorium även om han inte är beväpnad. 
Biljardspelaren Lille John från Indiana och Alan A. Dale, chefen för ett barnhem, slår sig ihop med Robbo och när han donerar pengar till barnhemmet blir han hyllad i staden som en Robin Hood. Guy gör allt för att bli av med Robbo och Big Jims okända dotter Marian letar efter en allierad i sin strävan att återerövra sin fars tron. 

## Rollista i urval
- Frank Sinatra - Robbo
- Dean Martin - Lille John
- Sammy Davis, Jr. - Will
- Bing Crosby - Allen A. Dale
- Peter Falk - Guy Gisborne
- Barbara Rush - Marian Stevens
- Victor Buono - Sheriff Alvin Potts
- Robert Foulk - Sheriff Octavius Glick
- Edward G. Robinson - Big Jim (ej krediterad)